# Ејдел (Џорџија)
Ејдел (енгл. Adel) град је у америчкој савезној држави Џорџија. По попису становништва из 2010. у њему је живело 5.334 становника.

## Демографија
Према попису становништва из 2010. у граду је живело 5.334 становника, што је 27 (0,5%) становника више него 2000. године.
| Група             | 2000.         | 2010.         |
| Белци             | 2.450 (46,2%) | 2.395 (44,9%) |
| Афроамериканци    | 2.596 (48,9%) | 2.419 (45,4%) |
| Азијати           | 40 (0,8%)     | 56 (1,0%)     |
| Хиспаноамериканци | 201 (3,8%)    | 419 (7,9%)    |
| Укупно            | 5.307         | 5.334         |